# Cut (Golf)
Der Begriff Cut (von englisch „Schnitt“) hat im Golfsport zweierlei Bedeutung:

## Einschränkung des Teilnehmerfeldes bei Turnieren
Profi-Golfturniere gehen regelmäßig über vier Runden. Nach den ersten zwei Runden wird durch den Cut ein Schnitt gemacht, das heißt, nur die Turnierteilnehmer mit den besseren Ergebnissen (etwa die Hälfte der Spieler) qualifizieren sich für die beiden entscheidenden Endrunden. Auf der European Tour sind das die ersten 65 plus Schlaggleiche, während auf der PGA Tour die ersten 70 plus Schlaggleiche weiterspielen dürfen; auf der Ladies European Tour sind es die ersten 60 plus Schlaggleiche, auf der LPGA Tour die ersten 70 plus Schlaggleiche. Für Turniere, die zu mehreren Touren gehören (sogenannte „co-sanctioned events“) werden mitunter Kompromisse geschlossen; so sind es z. B. für Turniere, die sowohl der LET als auch der LPGA angehören, zumeist (aber nicht stets) die ersten 65 plus Schlaggleiche.
Ein Beispiel: Bei den British Masters im Jahre 2015 teilten sich 12 Spieler mit even par den 62. bis 73. Rang. Zusammen mit den besser Platzierten waren es daher 73 Spieler, die sich für die Schlussrunden qualifizierten. 
Bei zwei Majors liegt der Cut niedriger. Beim Masters, für das sich kaum 100 Spieler qualifizieren können, liegt er bei 50, bei den US-Open bei 60. Bei den British Open und der PGA Championship ist er aber wie bei allen Turnieren der amerikanischen Tour bei 70. 
Die Anzahl der Spieler, die sich den letzten qualifizierenden Rang teilen, kann erheblich sein. Um ihre Zahl zu beschränken, sieht das amerikanische System einen zweiten Cut nach drei Runden vor. Er kommt bei den meisten amerikanischen Profi-Turnieren zur Anwendung, wenn mehr als 78 Spieler den ersten Cut geschafft haben. In den Ergebnistabellen umschreiben die Amerikaner die zusätzlich eliminierten Spieler mit dem abgekürzten Kürzel MDF, was „Made cut, did not finish“ bedeutet. Bei keinem Major gibt es einen zweiten Cut. 
Die Alfred Dunhill Links Championship ist das einzige Profi-Turnier, bei dem ein Cut erst nach drei Runden erfolgt. Zuvor spielt jeder Teilnehmer jeweils eine Runde auf den Golfplätzen  St. Andrews, Carnoustie und Kingsbarns.
Ausnahmen bilden auch die Finalturniere des FedEx Cups und des Race to Dubai. Beim vorletzten Turnier des Fedex-Cups, den BMW Championship, spielen die besten 70 Spieler um die 30 Finalplätze für die Tour Championship. Bei beiden Turnieren spielen die Teilnehmer jeweils über vier Runden. Gleiches gilt für die Dubai World Championship, für die sich am Saisonende die besten 60 Spieler der European Tour qualifizieren.

## Flugbahn eines Golfballs
Auch die Flugbahn eines angeschnittenen Golfballes wird als Cut bezeichnet, wenn diese bei rechtshändigen Spielern von links nach rechts und bei linkshändigen Golfern von rechts nach links verläuft.